# Кыз-Жибек
Кыз-Жибек (каз. Қыз Жібек) — казахская народная лиро-эпическая поэма, названа по имени героини. В переводе означает Девушка-Шёлк, Шёлковая девушка. Это произведение — жемчужина казахского фольклора. Эта поэма воспевает верность в любви, дружбе, отвагу и патриотизм.

## Сюжет

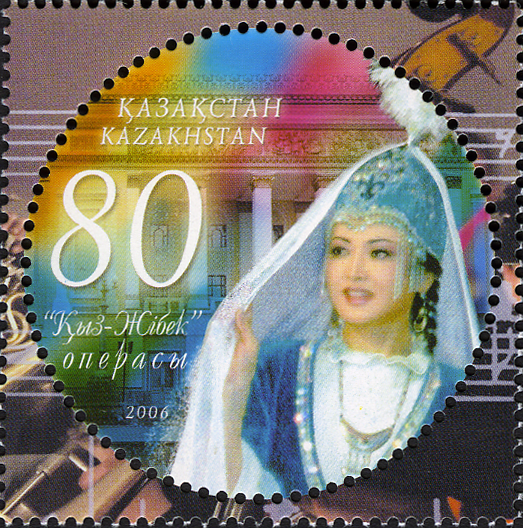
Круглая марка «Театральное искусство Казахстана». Опера «Кыз-Жибек» (2006 год.)

История любви храброго воина Толегена из рода Жагалбайлы (Жетыру) и красавицы Жибек, дочери Сырлыбая из рода Шекты (Алимулы), заканчивается трагедией из-за ревности соперника Бекежана. Толеген, боровшийся за руку и сердце Жибек, был предательски убит Бекежаном — батыром и претендентом на её руку из рода Аргын. Спустя несколько лет после смерти Төлегена Жибек по обычаю амангерства становится женой его младшего брата — Сансызбая, который отбивает девушку от калмыцкого хана.

## История создания
Романтический эпос, разворачивающийся в первой половине XVII века, когда из многих степных родов и племен образовывалось Казахское ханство. Записан в XIX веке. Время действия событий эпоса относится к приходу на Жаик (Урал) первой волны калмыков.
Впервые издан в 1894 году в Казани в варианте, подготовленном казахским этнографом и поэтом Жусипбеком Шайхисламулы. Сегодня известно шестнадцать оригинальных версий эпоса.
Первый перевод поэмы на русский язык создал Лев Пеньковский.
В 1988 году поэма была переведена на русский язык Бахытжаном Канапьяновым.
В 2003 году в серии «Эпос народов Евразии» была выпущена книга, в которой собраны лучшие варианты двух эпосов «Козы Корпеш — Баян сулу» и «Кыз-Жибек».

## Мировое значение
Поэма «Кыз-Жибек» включена в мировое культурное наследие, 2008 год был объявлен ЮНЕСКО годом 500-летнего юбилея эпоса.
Юбилей включен в календарь знаменательных дат ЮНЕСКО 2008 года.

## Опера
В 1934 году на основе народной поэмы была создана первая казахская одноимённая опера (музыка Е. Г. Брусиловского, либретто Г. Мусрепова). Брусиловский использовал с полсотни народных кюев и песен,среди которых стала ария Кыз Жибек, которая является на деле песней акына Ыбрая «Гак-ку». Посвящена знаменитой певице Куляш Байсеитовой.

## Кинофильм

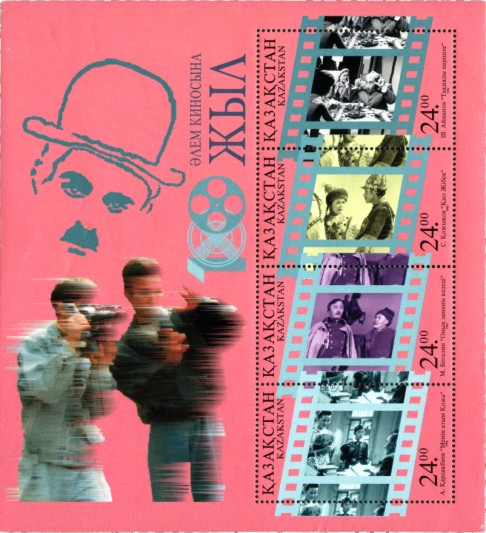
Блок почтовых марок Казахстана 1996 г., посвященный 100-летию всемирного кино. Кадры из фильмов Ш. Айманова «Ангел в тюбетейке», С. Кожыкова «Кыз Жибек», М. Бегалина «Его время придет», А. Карсакбаев «Меня зовут Кожа».

В 1970-ом году казахский режиссёр Султан-Ахмет Ходжиков снял на Казахфильме одноимённую двухсерийную ленту, роли в фильме исполнили Меруерт Утекешева (Кыз Жибек), Куман Тастанбеков (Толеген), Асанали Ашимов (Бекежан), Кененбай Кожабеков, Мухтар Бахтыгереев, Ануар Молдабеков, Фарида Шарипова, Канабек Байсеитов, Гульфайрус Исмаилова.
Фильм удостоен Государственной премии Казахской ССР за 1972 год.
По рейтингу фильмов киностудии «Казахфильм» за всю историю при Казахской ССР (1955—1990 года) занимает 8-е место — 7,8 млн зрителей, 331 копия
Сценарий фильма Кыз-Жибек существенно отличается от народного эпоса Кыз-Жибек. В фильме 1972 года Кыз-Жибек не выходила замуж за младшего брата Тулегена - Сансызбая. В народном эпосе, Кыз-Жибек вышла замуж за младшего брата Тулегена - Сансызбая.

## Балет «Гак-ку» (Клич лебедя)
К юбилейной дате Государственный академический театр танца Республики Казахстан с его руководителем-хореографом, бывшим знаменитым танцовщиком Булатом Аюхановым поставил балет «Гак-ку» по мотивам эпоса. Музыку для балетного спектакля на основе тех же казахских мелодий интерпретировала Аида Исакова — профессор Государственного музыкально-педагогического института им. Ипполитова-Иванова в Москве. Исполнитель партии Бекежана молодой танцовщик Ерик Оспанов стал лауреатом молодёжной премии «Серпер» (бывшая премия Ленинского комсомола).